# Sunday Sunshine
「Sunday Sunshine」（サンデー・サンシャイン）は、日本のロックバンドであるRED WARRIORSの楽曲。
1989年7月1日に日本コロムビアのBODYレーベルから8枚目のシングルとしてリリースされた。作詞および作曲は木暮武彦が担当している。前作「欲望のドア」（1989年）からおよそ2か月ぶりにリリースされた作品であり、4枚目のアルバム『Swingin' Daze』（1989年）からの先行シングルとなった。
3枚目のシングル「ルシアン・ヒルの上で」（1987年）の時期と同様にシングルヒットを出すことに積極的になっていた時期の作品であり、TBS系音楽番組『ザ・ベストテン』（1978年 - 1989年）に初登場して本作を披露した。
同年10月30日および31日に日本武道館で行われたコンサート「FINAL SESSION」を以ってRED WARRIORSとしての活動は終了したため、再結成後の9枚目のシングル「ONE WAY DRIVER」（1996年）がリリースされるまでは最後のシングルとなっていた。

## 制作、音楽性
日本コロムビア所属のプロデューサーである宗清裕之は、本作について「Red'sが行き着いた究極のポップ・ソング」であると述べている。宗清は三国義貴によるキーボード演奏や、ブラス・セクションに呼応するギター、小川清史によるベース演奏に対して「どれをとっても輝きに満ちている」と表現している。本作はイギリスにてレコーディングされており、バッキングトラックが徐々に完成していき完成したばかりの歌詞をダイアモンド☆ユカイが歌唱した際について、宗清は「Red Warrirosの音楽制作過程の中で最高の瞬間を味わったことを僕は忘れられない」と述べている。また、本作は3枚目のシングル「ルシアン・ヒルの上で」（1987年）の時期と同様にシングルヒットを出すことにバンド全体が積極的になっていた時期であると宗清は述べている。

## リリース、プロモーション、チャート成績
本作は1989年7月1日に日本コロムビアのBODYレーベルから7インチレコードおよび8センチCDの2形態でリリースされた。本作は最後のアルバムとなった『Swingin' Daze』（1989年）からの先行シングルとなり、またカップリング曲である「Dance Macabre」も同作からの収録となった。
同年7月13日放送のTBS系音楽番組『ザ・ベストテン』（1978年 - 1989年）に初登場し、1コーナーである「今週のスポットライト」において本作を披露した。本作のシングル盤はオリコンシングルチャートにおいて最高位第19位の登場週数6回で、売り上げ枚数は3.3万枚となった。本作の売り上げ枚数はRED WARRIORSのシングル売上ランキングにおいて第1位となった。

## シングル収録曲
- シングルレコード付属の歌詞カードに記載されたクレジットを参照[7]。

| 全作曲: 木暮武彦、全編曲: RED WARRIORS、三国義貴。 |                     |                     |            |      |
| #                                                  | タイトル            | 作詞                | 作曲・編曲 | 時間 |
| 1.                                                 | 「Sunday Sunshine」 | 木暮武彦            | 木暮武彦   | 4:45 |
| 2.                                                 | 「Dance Macabre」   | ダイアモンド☆ユカイ | 木暮武彦   | 3:46 |
| 合計時間:                                          | 合計時間:           | 合計時間:           | 8:31       |      |

## スタッフ・クレジット
- シングルレコード付属の歌詞カードに記載されたクレジットを参照[7]。

### RED WARRIORS
- 木暮 "SHÄKE" 武彦 - ギター
- 田所 “ダイアモンド☆ユカイ” 豊 - ボーカル
- 小川清史 - ベース
- 小沼 "COMMA" 達也 - ドラムス

### 参加ミュージシャン
- 三国義貴 - キーボード

### スタッフ
- ベン・マシューズ - レコーディング・エンジニア、ミキシング・エンジニア

## リリース日一覧
| No. | リリース日   | レーベル              | 規格            | カタログ番号 | 最高順位 | 備考 |
| --- | ------------ | --------------------- | --------------- | ------------ | -------- | ---- |
| 1   | 1989年7月1日 | 日本コロムビア / BODY | 7インチレコード | AH-5049      | 19位     |      |
| 2   | 1989年7月1日 | 日本コロムビア / BODY | 8センチCD       | CA-8279      | 19位     |      |

## 収録アルバム
- 『Swingin' Daze』（1989年）
- 『RED SONGS』（1989年）
- 『THE WORLD OF RED WARRIORS』（1996年）
- 『LIVE DOGS』（2000年） - ライブ・バージョンを収録。
- 『LIVE“LESSON21”』（2007年） - ライブ・バージョンを収録。
- 『LESSON:ULTIMATE』（2013年）
- 『SWINGIN' DAZE 21st CENTURY』（2019年） - ライブ・バージョンを収録。